# Clare Daniels
Pour les articles homonymes, voir Daniels.
Clare Daniels (1974–) est une arbitre anglaise internationale depuis 2005. Elle fait ses débuts dans le rugby à XV en tant que joueuse.

## Biographie

### Carrière de joueuse
À la fin des années 1990, Clare Daniels joue comme demi de mêlée au Tor RFC de Glastonbury pendant quelques années, avant que l'équipe se dissout et que Clare Daniels décide de prendre part à un cours de formation d'arbitre géré par l'Association des arbitres de rugby du Somerset.

### Carrière d'arbitre
Le 2 juillet 2005, Clare Daniels commence sa carrière internationale lorsqu'elle arbitre le match Canada–Écosse de la Coupe Canada. Depuis lors, elle est sélectionnée pour officier à la Coupe du monde féminine de rugby à XV en 2006, 2010 et 2014, à la Coupe du monde de rugby à sept 2009, au Tournoi des Six Nations féminin en 2007, 2008, 2009, 2010 et 2011 et d'autres tournois, y compris à des Championnats d'Angleterre de rugby à XV de 4e division du Nord et du Sud.
Après avoir travaillé comme journaliste sportif au Bath Chronicle pendant sept ans, Clare Daniels est, depuis le 2 août 2010, la directrice du développement des arbitres dans la Région du Sud, au sein de l'équipe d'arbitrage de la fédération anglaise de rugby à XV.